# Kluczbork
Kluczbork (en allemand : Kreuzburg) est une ville de Pologne située au sud du pays, dans la voïvodie d'Opole. C'est le chef-lieu du powiat de Kluczbork et de la gmina homonyme.

## Géographie
La ville est située dans la région historique de Haute-Silésie, à environ 50 kilomètres au nord-est de la capitale provinciale, Opole.

## Histoire
De 1742 à 1945, Kreuzburg fait partie de l'arrondissement de Kreuzburg-en-Haute-Silésie (de) dans le district d'Oppeln au sein de la province de Silésie.
- Histoire de la synagogue détruite par les nazis lors de la nuit de Cristal le 10 novembre 1938

## Jumelages
- Dzierżoniów (Pologne)
- Bad Dürkheim (Allemagne)
- Berejany (Ukraine)

## Personnalités liées à la ville
- Gustav Freytag (1816-1895), écrivain ;
- Kurt Daluege (1897-1946), policer, membre du parti nazi ;
- Heinz Piontek (1925-2003), écrivain et poète ;
- Joanna Gleich (née en 1959), peintre ;
- Patryk Stosz (né en 1994), coureur cycliste.